# Psilanthus merguensis
Psilanthus merguensis là một loài thực vật có hoa trong họ Thiến thảo. Loài này được (Ridl.) J.-F.Leroy miêu tả khoa học đầu tiên năm 1980.